# IC 381
IC 381 ist eine Balken-Spiralgalaxie vom Hubble-Typ SBbc im Sternbild Giraffe am Nordsternhimmel. Sie ist rund 117 Millionen Lichtjahre von der Milchstraße entfernt. Zusammen mit NGC 1530 bildet es wahrscheinlich ein interagierendes Galaxienpaar.
Das Objekt wurde am 26. August 1889 von dem britischen Astronomen William Frederick Denning entdeckt.